# Harmadik koalíciós háború
A harmadik koalíció a napóleoni háborúk történetének egyik fejezete; 1805-ben jött létre az Egyesült Királyság, a Habsburg Birodalom, az Orosz Birodalom és Svédország szövetségeként. Ez a koalíció politikailag és katonailag is erősebb volt, mint az előző két koalíció.
I. Napóleon császár már 1804-ben elkezdte az Anglia elleni invázió tervezését. Ennek során Napóleon meg akarta kísérelni Anglia elözönlését a La Manche-csatornán keresztül, ehhez 2300 hajót és 130 000 embert összpontosított Boulogne-ban (boulogne-i expedíció, 1804–1805). A trafalgari tengeri csatában azonban a brit flotta, Horatio Nelson admirális vezetésével döntő győzelmet aratott az egyesített francia-spanyol flotta fölött. Ezzel Napóleon inváziós terve meghiúsult.

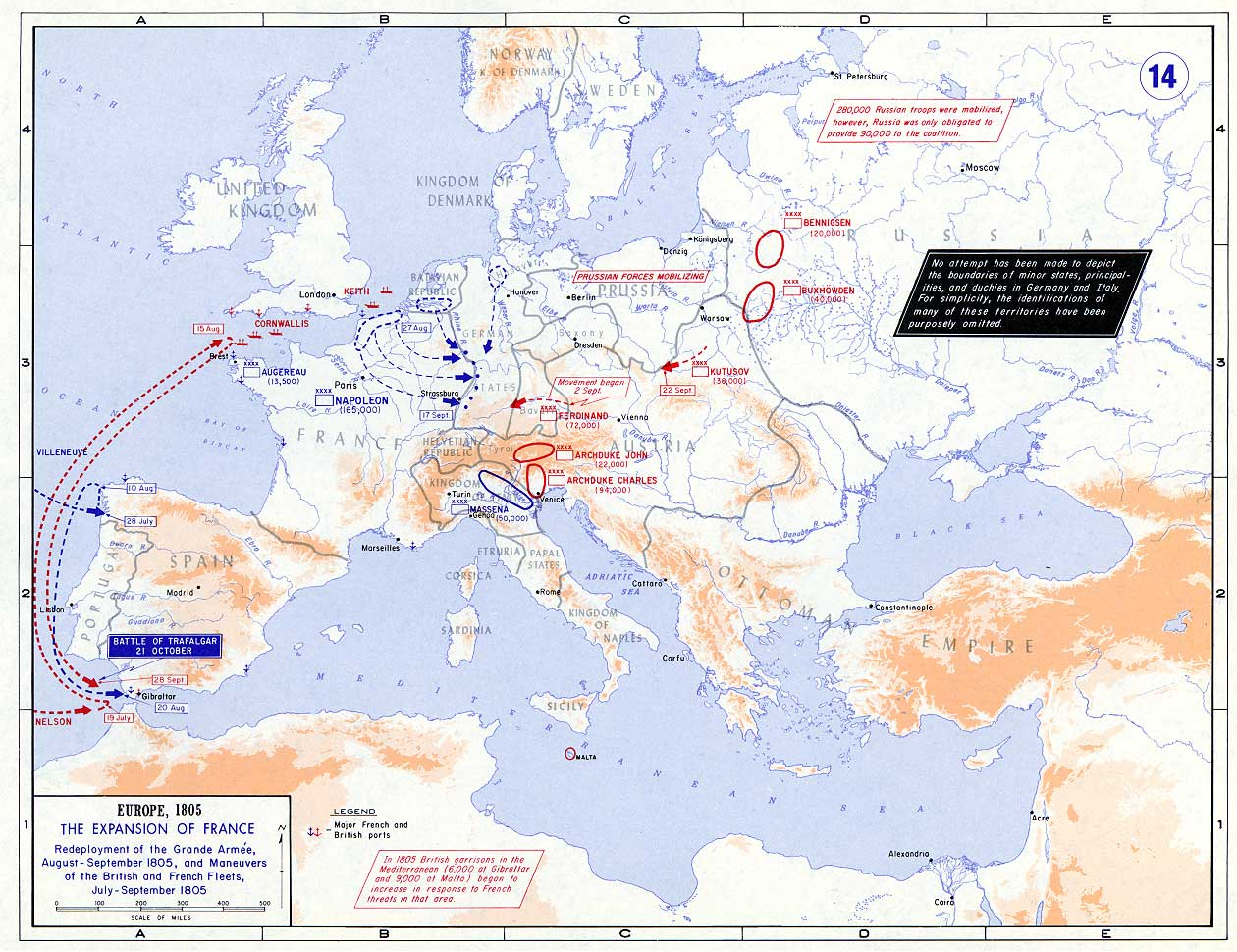
Európa 1805-ben

A szárazföldön viszont Napóleon hadereje volt az erősebb. Itt már bevált módszere szerint járt el: hirtelen és gyorsan lerohanta és megsemmisítette az ellenfeleit.
Az ulmi csata során Napóleon körülzárta és kapitulációra kényszerítette az Ulm városában rekedt osztrák hadsereget. A francia csapatok Bécset is elfoglalták. Az időközben egyesített orosz–osztrák hadsereg fővezérévé Kutuzov orosz tábornokot nevezték ki. Kutuzov szándéka az erőgyűjtés és a megfelelő csatahely megválasztása volt, ellentétben I. Sándor orosz cár és I. Ferenc osztrák császár szándékával, akik egy azonnali csata megvívását kívánták. Az uralkodók téves helyzetmegítéléséhez az is hozzájárult, hogy Napóleon emberei szándékosan terjesztették azt az álhírt, hogy a császár békére törekszik a francia hadsereg rossz állapota miatt. Kutuzov tábornok tiltakozása ellenére a szövetséges uralkodók az azonnali csata vállalása mellett döntöttek.
Az austerlitzi csata előtt két nappal Napóleon lóháton és gyalogosan is bejárta a leendő csata színhelyét. A csapatok elhelyezkedését és a várható hadműveleteket jól átgondolta. Az sem aggasztotta, hogy az ellenséges hadsereg túlerőben van vele szemben.
1805. december 2-án az orosz–osztrák haderő támadásba lendült, és belesétált a Napóleon által felállított csapdába. A véres csata végére a szövetséges hadsereg széthullott. Másnap I. Ferenc császár sietve békét kötött Napóleonnal Pozsonyban (pozsonyi béke).